# Lekanesphaera weilli
Lekanesphaera weilli es una especie de crustáceo isópodo intermareal de la familia Sphaeromatidae.

## Distribución geográfica
Se distribuye por el Atlántico nororiental, desde las costas del sur de la península ibérica hasta las de Marruecos, y el mar Mediterráneo occidental.